# Balantiopsis rosea
Balantiopsis rosea là một loài rêu trong họ Balantiopsaceae. Loài này được Berggr. mô tả khoa học đầu tiên năm 1898.